# Titus Tobler
Titus Tobler (* 25. Juli 1806 in Stein; † 21. Januar 1877 in München, heimatberechtigt in Wolfhalden) war ein Schweizer Arzt, Dialektforscher und Palästinaforscher.

## Biografie

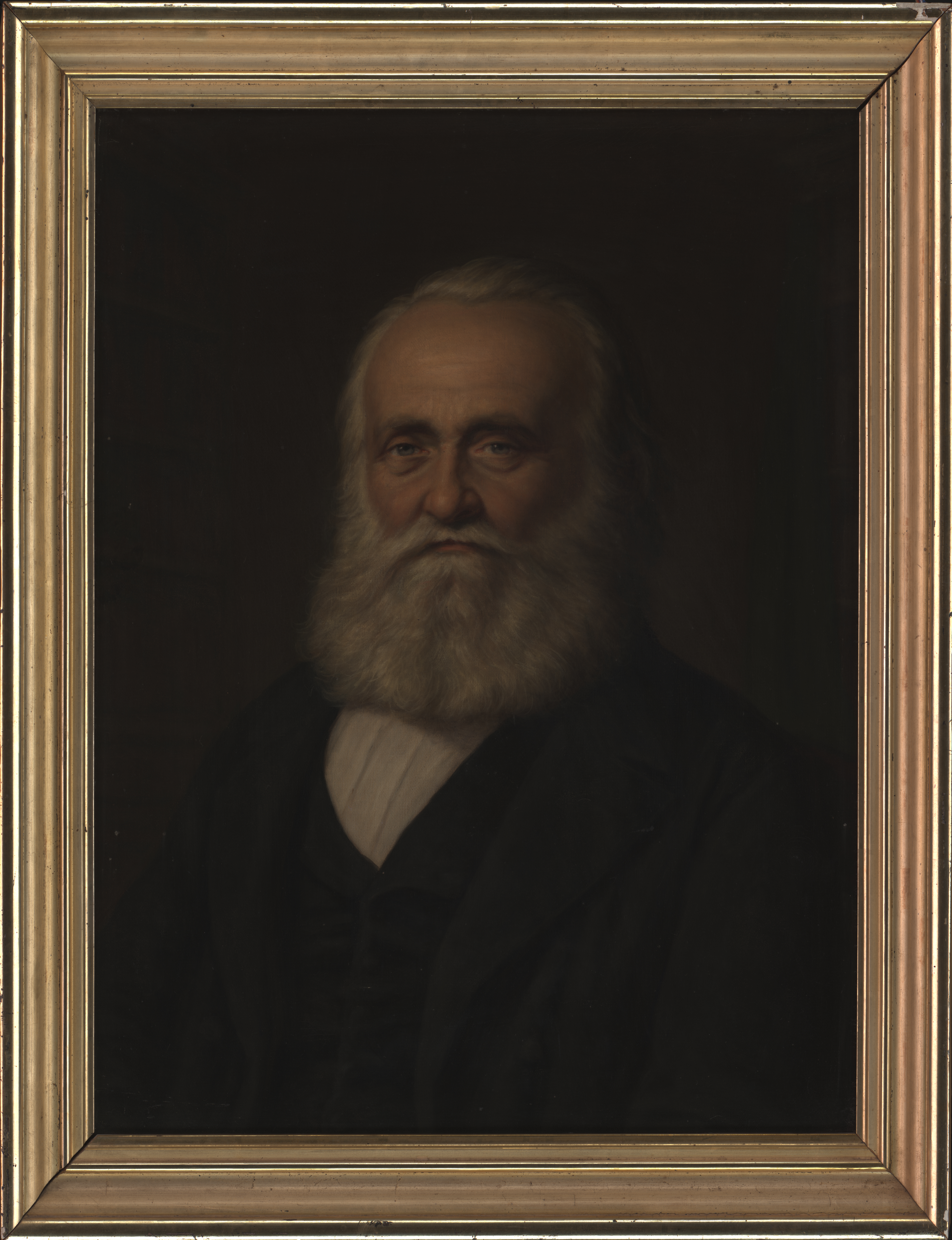
Titus Tobler, Porträt von Carl Gonzenbach 1875

Titus Tobler wurde 1806 in Stein (Kanton Appenzell Ausserrhoden) als Sohn von Johannes Tobler, reformierter Pfarrer, und Elisabeth Hörler geboren. Nach einer Grundausbildung an der Kantonsschule Trogen studierte er ab 1823 Medizin am chirurgischen Institut in Zürich, 1825 in Wien und 1826 in Würzburg. Im Jahr 1827 erlangte er die Promotion und bildete sich in Paris weiter. Ab 1827 war er als praktizierender Arzt in Teufen AR tätig.
Neben seiner Tätigkeit als Mediziner wirkte er in politischen Ämtern und betätigte sich als Schriftsteller und Journalist. Neben politisch-journalistischen Schriften verfasste Tobler auch Beiträge zu medizinischen Themen. Im Jahr 1830 erschien von ihm die Bildungsschrift Die Hausmutter. Er arbeitete am Deutschen Wörterbuch von Jacob und Wilhelm Grimm mit. Bis heute findet sein Werk Appenzeller Sprachschatz (1837), ein Beitrag zur frühen alemannischen und deutschen Mundartforschung, in der Dialektforschung Beachtung. Es gilt als Grundlegung eines historischen Mundartwörterbuchs. Der radikaldemokratisch gesinnte Tobler regt mit seiner Streitschrift Der Rath am Falkenhorst, erschienen 1830, die Revision der Kantonsverfassung von Appenzell Ausserrhoden an. Ab 1831 sass er im Revisionsrat. Im Jahr 1834 verliess er Teufen und war in Walzenhausen und Lutzenberg tätig. Ab 1840 liess er sich in Horn TG am Bodensee nieder, wo er bis 1871 als Badearzt tätig war. 1868 gehörte er zu den Gründern des Vereins für Geschichte des Bodensees und seiner Umgebung, wo er sich für die Bildung einer naturkundlichen Sektion einsetzte.
In den 1850er Jahren wirkte er im Kanton Thurgau als Mitglied des Verfassungsrates. Von 1853 bis 1857 gehörte er als Vertreter von Appenzell Ausserrhoden dem Nationalrat an. Auf seine Anregung hin wurde der Karfreitag in allen reformierten Kantonen zum Feiertag erhoben.
Als er 1871 in den Ruhestand trat, wechselte er seinen Wohnsitz vom Bodensee nach München. Dort starb Titus Tobler am 17. Januar 1877. Testamentarisch hatte er angeordnet, seine Leiche in seiner Heimatgemeinde Wolfhalden zu beerdigen.

## Palästinaforschung
Seine eigentliche Bedeutung erlangte Tobler durch seine Forschungstätigkeit zu Palästina. Er galt als einer der besten Kenner der Palästinaliteratur, so dass er zuweilen als Nestor der mittelalterlichen Reisebeschreibungen bezeichnet wird. 1835 besuchte Tobler zum ersten Mal Palästina. Seine Reiseerlebnisse, die er 1839 in zwei Bänden unter dem Titel Lustreise ins Morgenland veröffentlichte, fanden grosse Beachtung. Weitere Palästinareisen, die Tobler in den Jahren 1845, 1857 und 1865 unternahm, erfuhren ebenfalls literarischen Niederschlag.
Als sein grösstes Verdienst gilt die Zusammenstellung aller ihm bekannten gedruckten und ungedruckten Quellen zu Palästina, die er 1876 in seiner Bibliographica geographica Palaestinae veröffentlichte. Dieses Werk und viele weitere Veröffentlichungen zu Palästina brachten ihm den Ruf eines Pioniers der Palästinologie ein. Zur Zusammenstellung seiner Palästina-Bibliographie suchte Tobler Bibliotheken in ganz Europa auf und nahm mit anderen Palästinaforschern Kontakt auf. In zehn forschungsgeschichtlich bedeutenden Werken verband er alle Quellen, die in Europas Bibliotheken zugänglich waren, mit seinen während der vier Palästinareisen erworbenen Beobachtungen. Zudem edierte er wichtige Quellentexte aus der europäischen Pilgerliteratur.
1865 unternahm Tobler seine vierte und letzte Reise nach Palästina. Wegen Ausbruch einer Choleraepidemie konnte er allerdings nicht alle geplanten Ziele erreichen. Nach seinem Umzug nach München (1871) widmete er sich ganz seiner Forschungstätigkeit.

## Schriften

### Helvetica
- Die Hausmutter. Ein Buch für das Volk, Bühler 1830
- Appenzellischer Sprachschatz, Zürich 1837 (Volltext in der Google-Buchsuche)
- Alte Dialektproben der deutschen Schweiz, St. Gallen 1869

### Palästinastudien und Reiseberichte
- Lustreise ins Morgenland, Zürich 1839 (Band 1 in der Google-Buchsuche)
- Bethlehem in Palästina: Topographisch und historisch nach Anschau und Quellen geschildert, St. Gallen und Bern 1849 (Volltext in der Google-Buchsuche)
- Golgatha: Seine Kirchen und Klöster, St. Gallen und Bern 1851 (Volltext in der Google-Buchsuche)
- Die neuesten Leistungen in der Planiographier von Jerusalem. In: Zeitschrift der Deutschen Morgenländischen Gesellschaft, Band 7, 1853, S. 223–228 (Digitalisat).
- Denkblätter aus Jerusalem, St. Gallen und Konstanz 1853 (Volltext in der Google-Buchsuche)
- Zwei Bücher Topographie von Jerusalem und seinen Umgebungen, Berlin 1853–1854 (Band 1 in der Google-Buchsuche; Band 2 in der Google-Buchsuche)
- Beitrag zur medizinischen Topographie von Jerusalem, Berlin 1855 (Volltext in der Google-Buchsuche)
- Titus Toblers dritte Wanderung nach Palästina im Jahre 1857, Gotha 1859 (Volltext in der Google-Buchsuche)
- Bibliographica geographica Palaestinae, Leipzig 1867 (Volltext in der Google-Buchsuche)
- Nazareth in Palästina, Berlin 1868 (Volltext in der Google-Buchsuche)
- Der grosse Streit der Lateiner mit den Griechen in Palaestina, St. Gallen 1870 (Volltext in der Google-Buchsuche)
- Die jerusalemitanische Grabkapelle in Konstanz. In: Schriften des Vereins für Geschichte des Bodensees und seiner Umgebung. Band 3, 1872, S. 124–127 Digitalisat